# Провинциальные музеи России
«Провинциальные музеи России» — цикл документальных фильмов, телевизионный проект студии Позитив-фильм, реализуемый с 1999 года, при финансовой поддержке Федерального агентства по культуре и кинематографии и Федерального агентства по печати и массовым коммуникациям. Художественным руководителем и автором идеи проекта является известный российский кинорежиссёр Алла Сурикова.
На сегодняшний день[когда?] это около 70 26-минутных фильмов, которые рассказывают о жизни российской глубинки.
Фильмы проекта — это не показ экспозиций провинциальных музеев, а рассказ о жизни людей, о том, как музей интегрирован в жизнь социума, об интересных и уникальных городах России, многие из которых не известны не только иностранцам, но и россиянам.
География проекта охватывает пространство от Балтийского моря до Приморья.
В этом цикле можно увидеть не только «изнаночную» сторону жизни музеев, но и узнать об их современной культурной и общественной деятельности. В рамках цикла также затрагиваются и общечеловеческие проблемы, проецируется внутренняя жизнь музея на общество и наоборот.
За цикл документальных фильмов «Провинциальные музеи России» его художественный руководитель Алла Сурикова была удостоена премии Правительства Российской Федерации 2009 года в области культуры.

## Перечень фильмов
студии «Позитив фильм» из цикла «Провинциальные музеи России».
Видео. Хронометраж: 26 минут.

### Фильм 1. «Рюрик и его Шёлтозеро»
о Шёлтозерском вепсском этнографическом музее и его создателе, краеведе Рюрике Лонине. Режиссёр — Аркадий Гриднев, 1999 год.
Была у человека мечта — создать музей. И мечту эту он воплотил в жизнь. Так в поселке Шёлтозеро, который находится в дебрях карельских лесов, появился музей, рассказывающий об истории, быте и жизни небольшого угро-финского народа — вепсов.

### Фильм 2. «Музей, который мы выбираем»
о Краеведческом музее г. Тольятти, режиссёр — Евгений Юликов, 2000 год.
Старая пословица гласит: «Если Магомед не идет к горе, то гора придет к Магомеду». Часто ли житель современного города приходит в музей? Скорее всего — нет. И тогда музей идет навстречу человеку. Сотрудники Тольяттинского краеведческого музея устроили для жителей своего города «музейный пикник». О том, что это такое и какие темы затронула эта акция, рассказывает фильм.

### Фильм 3. «Рыбинские портреты»
о Рыбинском государственном историко-архитектурном и художественном музее-заповеднике, режиссёр — Елена Некрасова, 2000 год.
Старинный купеческий город Рыбинск. Здесь директором музея был назначен человек, увлеченный идеей компьютеризации всего музейного процесса. Что же важнее для современного музея: возможность потрогать вещи, пусть и не все, что есть в хранении, или увидеть их в виртуальном пространстве. А ещё этот фильм об истории города, истории его домов, истории затопленной Рыбинским водохранилищем деревни Молога, чья колокольня до сих пор возвышается над гладью вод.

### Фильм 4. «Обратная сторона Земли»
о Вельском краеведческом музее, режиссёр — Георгий Хоситашвили, 2000 год.
По возрасту Вельск, городок в Архангельской области, старше Москвы. Он обладает особенным очарованием старины, не тронутой татаро-монгольским нашествием, крепостным правом. Жизнь его спрятана от глаз досужего туриста, и именно этим оказалась она интересна молодым кинематографистам, снявшим о нём свой фильм.

### Фильм 5. «Возвращение в ях»
о Художественном музее г. Сургута, режиссёры — Дмитрий Макеев и Татьяна Кузнецова, 2001 год.
Когда на сибирских землях были открыты месторождения нефти и газа, чем это стало для народа, который испокон веков жил в этих заповедных местах. Когда в сибирских болотах стали расти города, чем они стали для людей, приехавших в эти места работать и жить. Сургут — город нефтяников — относительно молод, но даже молодой город должен иметь свой музей. Каким ему быть? О чём рассказывать?

### Фильм 6. «После вождя»
об Историко-этнографическом музее-заповеднике «Шушенское», режиссёр — Елена Некрасова, 2001 год.
Если бы выдержки из трудов «Великого Вождя» не были задокументированы, то трудно было бы поверить, что подобный абсурд мог выйти из под пера нормального человека. Но ещё более удивительно, какие совпадения могут происходить на переломе вех. Тогда, в начале 20-х, и сейчас в конце 90-х. Рассказу о жизни музея в далекой сибирской деревне, ставшей местом ссылки Ленина, и посвящён этот фильм.

### Фильм 7. «Герои духа»
о музеях Ивановской области, режиссёр — Эвелина Девишева, 2001 год.
История страны может быть заключена в разных вещах, хранящихся в музейных экспозициях. Иваново — город, в котором история запечатлена в тканях, которые выпускались в этом известном на всю Россию, да и не только Россию, городке. О музеях Иванова и о людях живших и сейчас живущих в нём этот фильм.

### Фильм 8. «Спрятанное время»
режиссёр — Сергей Федосеев, 2001 год.
о Муниципальном учреждении культуры «Городской краеведческий музей» г. Ельца.
О чём рассказать в фильме, который повествует о маленьком российском городе? Об известных людях, которые родились или жили в нём (Елец — родина писателя Пришвина и философа Розанова), о природе, о сохранившихся памятниках старины. И, конечно же, о людях жизнь которых когда-нибудь тоже может стать достоянием музейных экспозиций.

### Фильм 9.«Музей и дискотека»
режиссёр — Георгий Хоситашвили, 2001 год.
о Великоустюгском государственном историко-архитектурном и художественном музее-заповеднике.
Походу в музей молодежь предпочитает поход на дискотеку. А может быть стоит провести дискотеку в музее. Великий Устюг с недавних пор известен как родина Деда Мороза. О жизни этого города, о проблемах его музеев и расскажет этот фильм.

### Фильм 10. «Таганрога я не миную»
Режиссёр — Татьяна Иванова. 2003 год.
О Таганрогском Государственном литературном и историко-архитектурном музее-заповеднике.

### Фильм 11. «Чужая память»
О музее мирового океана в г. Калининграде. Режиссёр Татьяна Кузнецова. 2003 год.
Эта земля хранит память другого народа. Долгие годы она была Родиной восточных пруссов, а если по-простому, то немцев. С 1945 года здесь живут русские, украинцы, белорусы… Пути истории неисповедимы. Здесь слишком многое было разрушено. Многое, но не все. О людях, которые пытаются сохранить и восстановить давнюю и недавнюю историю края, расскажет этот фильм. И ещё. Именно в Калининграде был создан пока единственный музей мирового океана.

### Фильм 12. «Искусство жить в России»
О музеях Тульской области. Режиссёр Елена Некрасова. 2003 год.
Город Тула известен своими самоварами, пряниками, оружейниками, близостью к музею «Ясная поляна», где жил Л. Н. Толстой и … Об этом и рассказывает фильм «Искусство жить в России».

### Фильм 13. «Мое открытие»
О Серпуховском историко-художественном музее. Режиссёр Ирина Ланина. 2003 год.
Для того, чтобы совершить открытие, совсем не обязательно ехать за три моря. Можно сесть в электричку, отъехать километров 100 от Москвы и, пожалуйста, целое море самых разных открытий в небольшом городке под названием Серпухов.

### Фильм 14. «Золото Торжка»
Режиссёр Евгений Юликов и Евгения Кононова 2003 г.
О музеях окрестностей г. Торжка.
Название Торжок произошло от слова «торг» — место, где люди собирались, чтобы что-то продать или купить. История города — это история его домов, его ремесел и его жителей.

### Фильм 15. «Маленький домик в степи»
Режиссёр Сергей Федосеев. 2003 год.
О Государственном музее-заповеднике М. А. Шолохова в станице Вёшенская.

### Фильм 16. «Над озером седым»
О Кирилло-Белозерском музее-заповеднике. Режиссёр Борис Дворкин. 2003 год.
Говорят, что музей подобен айсбергу: 10 % на поверхности — в экспозициях, 90 % — в глубине, в хранении. Этот фильм дает возможность заглянуть туда, куда не ступает нога досужего посетителя, и познакомиться, нет не с экспонатами, с людьми, которые эти экспонаты хранят, реставрируют, изучают. Кирилло-Белозерский музей — удивительный комплекс, состоящий из трех монастырей, среди которых, словно жемчужное зерно, — музей фресок Дионисия. И все же главное сокровище этого музея — его сотрудники.

### Фильм 17. «Калуга — Марс»
О Государственном музее истории космонавтики им. К. Э. Циолковского в Калуге. Режиссёры — Аркадий Гриднев и Михаил Куправа, 2003 год.
Все знают о том, что Циолковский является основоположником современной космонавтики. Но мало кто знает о том, что одно время Циолковский преподавал сразу в двух училищах: мужском реальном и женском епархиальном. Выходя на улицу, старик надевал калоши. Приходил в одно училище, снимал калоши, читал лекции, надевал калоши и шел в другое училище. Недолго думая, дети решили использовать своего рассеянного учителя в качестве почтового голубя для тайной переписки. Шел Циолковский по тихим улицам Калуги, по дороге думал, наверное, об исследовании мировых пространств реактивными приборами, а калоши его были набиты любовными записками. И кажется, что без этого факта история космонавтики была бы неполной.
Обыденное и фантастическое. Великое и смешное. Ракетные приборы и любовные записки. Провинциальный учитель и великий мыслитель. История космонавтики и калоши Циолковского. Калуга и Марс.

### Фильм 18. «Тамбов на карте генеральной»
О музеях города Тамбова,
режиссёры — Евгения Гореликова и Татьяна Иванова, 2003 год
Молодой парень закончил Сахалинское театральное училище, поработал в местном театре, а когда театр закрыли, в поисках работы поехал куда глаза глядят. Так получилось, что деньги у него закончились в Тамбове, там он и остался. Город ему понравился, да и работа нашлась, устроился он работать в Тамбовский драматический театр.
И вроде бы все хорошо, но что-то не дает молодому актёру покоя. Это что-то, оказывается смысл жизни. Как её прожить правильно, как хорошо? В поисках истины, молодой человек обращается к городу, в котором он оказался, ходит по музеям, разговаривает с местными жителями, гуляет по Тамбову. Он узнает и открывает для себя много нового, много интересного… Сможет ли этот молодой человек найти то что ищет, и поможет ли ему в этом город, в котором он оказался?

### Фильм 19. «Жизнь на осколках»
О музеях Кавказских Минеральных Вод,
режиссёр — Анатолий Терентьев, 2003 год
При слове «Кавказ» многие тут же вспоминают рассказы Л. Толстого или заметки А. Пушкина. Многие имеют представление о Кавказе благодаря прозе и стихам М. Лермонтова — достаточно вспомнить одного Мцыри, чтобы вообразить себе всю мужественность и силу горцев. И где, как не в музеях Кавказских Минеральных Вод, можно узнать об этом интереснейшем на Земле месте!
Но Кавказ у русского человека всегда ассоциировался с войной. И всегда с далекой. Пусть где-то там, за тридевять земель идет война, а у нас — нет! У нас все хорошо. Можно веселиться, устраивать балы и званые обеды. А об остальном и знать не хотим!
Да и есть ли вина простого человека в том, что раскалывается его страна? И каково это — жить на её осколках?
Лес рубят — щепки летят. А на Кавказе щепки очень острые…

### Фильм 20. «Казаки из деревни Париж»
Режиссёр Борис Дворкин. 2004 год
В середине XIX века на землях Оренбургской губернии возникают поселения с громкими названиями — Париж, Фершампенуаз, Остроленка, Кассель, Арси. Эти имена своеобразная дань памяти доблести казаков-нагайбаков во время заграничных походов русских войск. Фильм рассказывает о музеях Нагайбакского района Челябинской области.

### Фильм 21. «Тотемские мореходы»
Реж М.Волчанская 2004
Какая связь между Аляской и Тотьмой — небольшим городком в Вологодской области? Самая прямая. Именно жители Тотьмы основали на Аляске Форт Росс. Фильм — рассказ об истории и музеях этого северного городка.

### Фильм 22. «Акбузат, конь крылатый»
Режиссёр Татьяна Ильина 2004
История Башкирии и её народа полна легенд и мифов. Некоторые из этих мифов очень древние, некоторые более современны, а некоторые — принадлежат недавнему прошлому. Фильм рассказывает о музеях Башкирии.

### Фильм 23. «Живое пространство»
Режиссёр Ирина Волкова 2004 г.
Красноярск — один из самых крупных городов Сибири. И в этом промышленном центре бурно развиваются культурные инициативы.
В бывшем музее В. И. Ленина проходит V Международная музейная биеннале — площадка современных экспозиционных тенденций в области искусства и музейного дела, а в Красноярском краевом краеведческом музее посетителей погружают в концептуальные экспозиции, в которых оживает сама ценность предметов, хранящих историю.

### Фильм 24. «Новороссийские летописи»
Режиссёр Наталья Журавлева 2004 г.
Новороссийск. Этот солнечный приморский город стал символом бесконечного мужества в годы Великой Отечественной войны. Но с его именем связана и история российского цемента и отечественного виноделия. Фильм-рассказ о музеях города.

### Фильм 25. «Заметки на куликовых полях»
Режиссёр Елена Некрасова 2004 г.
Рассказ о музее-заповеднике «Куликово поле», о людях, которые здесь работают, о легендах, связанных с этим местом.

### Фильм 26. «Об Астрахани, арбузах и авангарде»
Режиссёр Мария Волчанская 2005 г.
Астрахань уникальна от рождения, от основания. Когда то над этим местом серебрилась морская гладь. Разнообразие культур, история, уходящая в глубь веков. Жизнь Астрахани превратилась в легенду, где уже невозможно отличить правду от вымысла. Музей арбуза, музей рыбной ловли, мамонт Муся и поэт Велимир Хлебников соседствуют в фильме, как и в этом сказочном городе, пестром как восточный домотканый ковер.

### Фильм 27. «Тагильская история»
Режиссёр Борис Дворкин. 2005 г.
В 1954 г. в библиотеке Нижнетагильского краеведческого музея была обнаружена удивительная находка — письма членов семьи великого русского историка Николая Карамзина. Эти письма пушкиноведы оценили как важнейшие свидетельства о последних днях жизни А. С. Пушкина.
Каким же образом эти письма оказались в тысячах километров от столичного Петербурга, как попали они в заводской поселок — вотчину промышленников Демидовых?
Об этом и рассказывает фильм.

### Фильм 28. «Обитаемый остров»
Режиссёр Борис Дворкин 2005 г.
Кижи маленький остров на Онежском озере. Музей деревянного зодчества. Памятник мирового значения. Летом кишмя кишит туристами со всех уголков земли. Этот фильм о зимних Кижах. О людях, которые на нём живут. В нём рассказано об обычных людях, живущих в необычном месте. Впрочем, они могли бы жить и в любой другой деревне на просторах «нашей необъятной Родины». А может быть, и в любом другом месте обитаемого Острова по имени Земля.

### Фильм 29. «Хроника ангелов»
Режиссёр Мария Волчанская 2005 г.
«В то время я гордился тем, что наше Прикамье известно всему миру Пермским периодом геологии и пермским треугольником лагерей», — вспоминает Олег Нечаев, сотрудник Музея политических репрессий «Пермь-36». Здесь все как было — бараки, решетки, карцер, а кочегары и по сей день подбрасывают уголь в ненасытную лагерную топку. Настоящее? Прошлое? Действительно ли насилие, жестокость и пренебрежение чужими судьбами стали безобидными музейными экспонатами? В Пермской художественной галерее реставраторы и хранители любовно берегут совсем другую коллекцию — «пермских богов». С XVII века местные мастера вырезали из дерева ангелов, святых и спасителей, несмотря на многочисленные церковные запреты и облавы. Своих «богов» пермяки прятали по чердакам и подвалам. Вот и сейчас большинство из них живёт на колокольне, в музейном хранилище. На реставрацию не хватает средств. Нет помещения для установки столь необходимого для работы рентгеновского аппарата. Один из центральных образов пермской деревянной скульптуры — «Христос в темнице» — печальный и безропотный Спаситель с терновым венцом на голове сидит в ожидании своей участи.

### Фильм 30. «Споем Чайковского»
Режиссёр Алла Савина 2005 г.
Клин — маленькая бусина на нити, идущей по карте России от Москвы до Петербурга. Возник у дороги и звался долгое время городом ямщиков, пока не занесло сюда в поисках уединения Петра Ильича Чайковского. Теперь его имя и имя города неразрывно связаны. Работают клинские заводы, кормят и поят пол-страны. А клинские музеи, как город в городе, ведут свою сокровенную жизнь, хранят память о прожитом и пережитом. Будто есть два Клина, для живота и для головы. Клинские дети, дети города у дороги, не видят в том противоречий, они поют Чайковского.

### Фильм 31. «Все в ажуре»
Кострома.

### Фильм 32. «Бежецкий верх»
Бежецк.

### Фильм 33. «Синий троллейбус, алые паруса»
Киров.

### Фильм 34 «Сапожок»
г. Сапожок Рязанской обл.

### Фильм 35 «Куда улетают фламинго»
г. Хвалынск Саратовской обл.

### Фильм 36 «Родом из Каргополя»
г. Каргополь Архангельской обл.

### Фильм 37 «Хранители Ярославля»
г. Ярославль.

### Фильм 38 «Углич»
г. Углич.

### Фильм 39 «Золотые пески или музей на три дня»
пос. Пески Коломенского р-на Московской обл.

### Фильм 40 «Под парусом преданий»
режиссёр Борис Дворкин
«Тюрьму в империи ценить умеют», так говорит один из персонажей пьесы Э.Радзинского «Лунин или смерть Жака».
Действительно — тюрьма в России — больше чем тюрьма. По её истории можно сверять историю страны.
Владимирский централ это, пожалуй, одна из самых известных тюрем нашего Отечества. В фильме идет рассказ о небольшом музее, который был открыт в её стенах силами энтузиастов-сотрудников при поддержке Владимиро-Суздальского музея и о тех людях, которые были узниками этой тюрьмы.
Как это не парадоксально, но о годах заключения можно вспоминать и с благодарностью и с любовью к месту заключения. Именно так вспоминают о годах, проведенных в Спасо-Ефимиевском монастыре в Суздале, бывшие итальянские военнопленные.

## Сезон 2008/2009

### Фильм «…В глушь, в Саратов!»
о Художественном музее им. А. Радищева, режиссёр — Елена Зыблева, оператор — Янис Айвазов, 2008 год.
В самом центре Саратова находится первый провинциальный музей России — Художественный музей имени А. Н. Радищева, созданный художником, просветителем и меценатом А. П. Боголюбовым. В музее хранятся почти все работы самого Боголюбова. По его собственному определению, он был мореплавателем и художником. Много путешествуя по странам Западной Европы, он собрал богатую коллекцию работ европейских художников, а также коллекцию живописи Левитана, Кустодиева, Поленова, Репина, Серова, Борисова-Мусатова.